# Flughafen Kandla

i8
i11
i13
Der ca. 29 m hoch gelegene Flughafen Kandla (englisch Kandla Airport, IATA-Code: IXY, ICAO-Code: VAKE) ist ein ausschließlich national genutzter Flughafen nur ca. 8 km (Fahrtstrecke) nordwestlich des Stadtzentrums der Großstadt Gandhidham im nordwestindischen Bundesstaat Gujarat.

## Geschichte
Der Flughafen wurde in den späten 1950er Jahren gebaut und eröffnet, doch erst in den 2000er Jahren begann ein regelmäßiger Flugbetrieb.

## Flugverbindungen
Derzeit bestehen tägliche Verbindungen zu den Städten Delhi, Ahmedabad und Mumbai.

## Sonstiges
- Betreiber des Flughafens ist die Airports Authority of India.
- Die Start- und Landebahn hat eine Länge von ca. 1523 m.